# Oryza minuta
Espèce
Oryza minuta est une espèce de plantes monocotylédones de la famille des Poaceae, sous-famille des Oryzoideae, originaire de l'Asie tropicale. 
Ce sont des plantes herbacées vivaces, cespiteuses, aux tiges (chaumes) géniculées ascendantes ou décombantes, pouvant atteindre 50 à 100 cm de long. L'inflorescence est une panicule comprenant de 6 à 20 épillets fertiles.
Cette espèce de riz sauvage tétraploïde (2n=48), au génome de type BBCC, fait partie du pool génique du riz. Elle présente de caractères de résistance à des maladies ou à des insectes dont certains, notamment la résistance à la pyriculariose (ou blast) et à la nielle bactérienne (ou bacterial blight), ont été transférés, par rétrocroisements suivis de sauvetage d'embryons, dans des cultivars de riz cultivé (Oryza sativa).

## Synonymes
Selon Catalogue of Life (29 avril 2017) : 	
- Oryza manilensis Merr.
- Oryza sativa var. minuta (J.Presl) Körn.

## Liste des variétés
Selon Tropicos (29 avril 2017) (Attention liste brute contenant possiblement des synonymes) :
- variété Oryza minuta var. minuta
- variété Oryza minuta var. silvatica (A. Camus) Veldkamp